# Office d'État des monuments historiques de Berlin
L'Office d'État des monuments historiques de Berlin (LDA) est la plus haute autorité pour les monuments de l'État de Berlin. Il est chargé de la préservation des monuments architecturaux ainsi que de la préservation des monuments terrestres, de la préservation des jardins historiques (de) et de l'archéologie. L'autorité est subordonnée au Département de la Culture et de l'Europe du Sénat (de).

## Tâches
Les tâches de l'Office d'État des monuments de Berlin (LDA) sont définies au § 5 de la loi sur la protection des monuments historiques de Berlin (de) (DSchG Bln) :
- La LDA décide de l'approbation des permis de protection des monuments en cas de divergences d'opinion entre les autorités inférieures de protection des monuments des districts et le bureau national des monuments.
- La LDA est responsable de l'attribution des subventions pour la préservation des monuments, en particulier selon les §§ 7i, 10f et 11b ainsi que 10g de la loi sur l'impôt sur le revenu (de) (EStG).
- La LDA est responsable de l'enregistrement systématique des monuments (inventaire) et de la création d'une topographie des monuments ainsi que de sa publication.
- La LDA s'occupe de l'inscription informationnelle des monuments dans un répertoire (liste des monuments) et de sa gestion.
- Elle effectue les recherches scientifiques des monuments et l'entretien des collections de monuments en tant que contribution à l'histoire de Berlin.
- La LDA conseille et accompagne les propriétaires de monuments dans les soins, l'entretien et la restauration.
- La LDA travaille à la prise en compte des monuments dans le développement urbain.
- La LDA est chargée de fournir des avis d'experts et de fournir des avis d'experts sur toutes les questions relatives à la préservation des monuments.
- Elle édicte des circulaires sur l'entretien des monuments.
- La LDA s'occupe de la publication et de la diffusion des connaissances sur les monuments.
- La LDA est chargée de représenter les intérêts publics dans la protection et la préservation des monuments.

Le Conseil des monuments d'État est également nommé par le Département de la Culture et de l'Europe du Sénat.
L'application de la loi sur la protection des monuments relève de la responsabilité des autorités inférieures de protection des monuments des douze districts.

## Histoire

### Préservation des monuments à Berlin

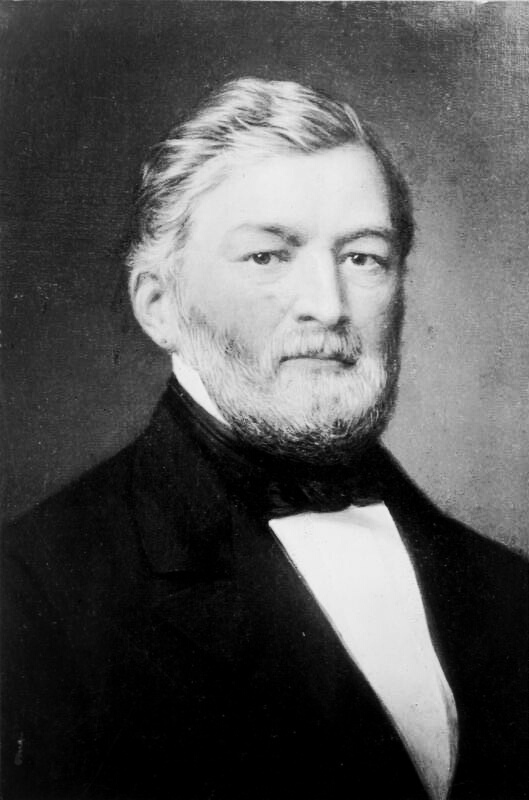
À partir de 1843, Ferdinand von Quast est le premier conservateur d'État prussien. En son honneur, la médaille Ferdinand-von-Quast est décernée chaque année depuis 1987 en tant que prix du monument de Berlin.

Les débuts de la préservation des monuments à Berlin remontent à plus de 200 ans. En 1815, la province prussienne de Brandebourg, à laquelle appartenait l'état actuel de Berlin, est formée. Dans le même temps, l'architecte Karl Friedrich Schinkel, qui travaille pour la plus haute autorité du bâtiment de Prusse, appelle dans un mémorandum à, entre autres, la création d'autorités pour la "préservation de tous les monuments et antiquités de notre pays" et la création d'un registre des monuments. La nomination de l'architecte Ferdinand von Quast en tant que premier conservateur d'État prussien en 1843 et le premier inventaire imprimé des monuments architecturaux et artistiques de la province de Brandebourg à partir de 1885 sont d'autres étapes importantes dans l'institutionnalisation de la préservation des monuments en Prusse. En 1891, la création de la "Commission provinciale pour l'étude et la conservation des monuments de la province" a conduit à la création de l'office de conservateur provincial. En 1892, l'architecte Karl Gustav Bluth est nommé premier conservateur provincial de la province de Brandebourg.
La loi prussienne sur les fouilles de 1914 constitue la base de la protection des monuments archéologiques, qui prévoit que les fouilles soient soumises à approbation et que les découvertes sont taxées. Cependant, en raison de la Première Guerre mondiale, la loi n'entre en vigueur qu'en 1920. Pour la protection des monuments archéologiques, un "homme de confiance de l'État pour les monuments archéologiques culturels et historiques" est nommé pour chaque province, qui effectue essentiellement les tâches de l'archéologue d'État d'aujourd'hui. En 1922, le préhistorien Alfred Götze (de) est nommé premier homme de confiance de la province de Brandebourg. En 1939, le Brandebourg reçoit son premier bureau d'État archéologique indépendant : le nouveau bureau d'État de Brandebourg pour la préhistoire et l'histoire ancienne se concentre sur la recherche, l'éducation du public et le développement d'archives de découvertes. Malgré de nombreux projets de loi, la Prusse n'adopte jamais de loi complète et universelle sur la protection des monuments. Après la Seconde Guerre mondiale, les réglementations existantes en matière de protection des monuments des États fédéraux sont restées en place pour le moment.
Avec l'entrée en vigueur de la Constitution de Berlin le 1er octobre 1950 dans les trois secteurs ouest de Berlin, l'État de Berlin est fondé. La loi sur la protection des monuments de Berlin est entrée en vigueur le 1er janvier 1978. Dès lors, la protection des monuments historiques en RDA (de) et donc aussi à Berlin-Est est organisée de manière centralisée, mais cela n'affecte que la préservation des monuments. L'ordonnance publiée en 1954 pour la protection et la préservation des sites archéologiques préhistoriques et protohistoriques remplace finalement la loi prussienne sur les fouilles de 1914. À partir de 1975, la loi sur la préservation des monuments de la RDA réglemente la protection des monuments architecturaux et artistiques. Avec l'adhésion de la RDA au domaine d'application de la Loi fondamentale le 3 octobre 1990, la loi sur la préservation des monuments de la RDA estabrogée au profit de la loi sur la protection des monuments de Berlin, qui réglemente à ce jour la protection des monuments architecturaux, artistiques et de jardin ainsi que l'archéologie pour tout Berlin.

### Conservateurs
Conservateurs provinciaux de la province de Brandebourg et conservateurs généraux de la RDA :
- 1892–1901 Gustav Bluth (de)
- 1901–1907 Georg Büttner (de)
- 1908–1919 Theodor Goecke (de)
- 1919–1944 Erich Blunck (de)
- 1961–1986 Ludwig Deiters (de)
- 1986–1990 Peter Goralczyk

Conservateurs de l'État de Berlin :
- 1972-1992 Helmut Engel
- 1992-2018 Jörg Haspel (de)
- depuis 2018 Christoph Rauhut (de)

## Structure
Le Bureau des monuments d'État est divisé en trois zones :
- LDA 1 Préservation des bâtiments et monuments
- LDA 2 Préservation des monuments du jardin, préservation des monuments urbains et archéologie
- LDA 3 Inventaire et acquisition des monuments

## Département

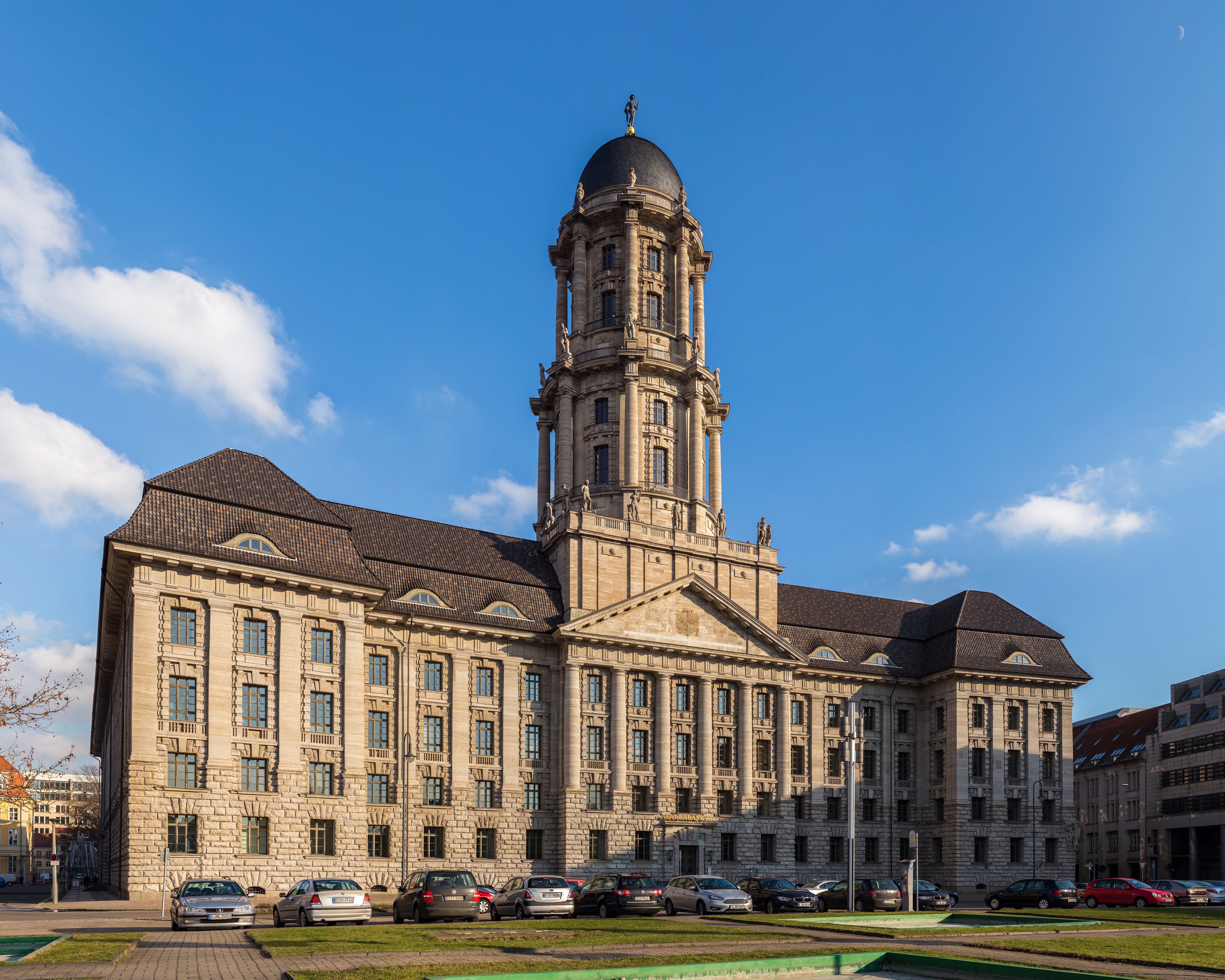
Bâtiment de service de l'Office d'État des monuments de Berlin vu du Molkenmarkt

L'Office d'État des monuments de Berlin s'installe dans certaines des pièces de l'ancienne maison de ville, achevée en 1911, en tant que bureau. L'accès se fait à Klosterstraße 47 à 10179 Berlin.

## Éditions
L'Office d'État des monuments publie régulièrement des publications sur les monuments architecturaux, archéologiques et artistiques de Berlin.
Versions actuelles :
- Der Petriplatz in Berlin-Mitte - Archäologisch-historische Studien, Hrsg. Landesdenkmalamt Berlin, 2021
- Sechs Siedlungen der Berliner Moderne - Entwicklungen und Erfahrungen in der UNESCO-Welterbestätte, Hrsg. Landesdenkmalamt Berlin, 2021
- Neue Blöcke für die Innenstadt. Die IBA ’87 in Berlin und der Wiederaufbau der Südlichen Friedrichstadt, Hrsg. Landesdenkmalamt Berlin, 2021
- Die Königstraße im Wandel der Zeit - Archäologie und Geschichte einer Berliner Hauptstraße, Hrsg. Landesdenkmalamt Berlin, 2020